# Psicogerencia
La Psicogerencia emerge como una consecuencia del progreso alcanzado por la ciencia en cuanto a la forma en que  funciona el cerebro y al surgir, en la aplicación de las ciencias gerenciales, necesidades de lograr mejoras en la productividad de las organizaciones, constituyéndose en una ciencia resultante de incorporar a las ciencias gerenciales herramientas de la psicología aplicada.
La Psicogerencia logra su objetivo de incrementar el rendimiento de la organización, al incidir en el continuo mejoramiento del ambiente de trabajo tanto en lo interno, como en lo externo. Dichas mejoras se logran operando tanto en los valores y prácticas institucionales de la organización, como en sus creencias y costumbres, determinando las causas de satisfacción o insatisfacción de quienes actúan en su interior o en su entorno, de modo que, promoviendo la superación de las falencias y el afianzamiento de sus fortalezas se generen cambios beneficiosos.
En este contexto, el término Psicogerencia se definirá como: 
"La combinación armónica de constructos y principios psicológicos asociados a métodos de trabajos específicos y prácticas gerenciales básicas" Galue N.(Oct 24, 2011).
La Psicogerencia se divide, según las áreas de aplicación en:
- Psicogerencia educativa; cuando su campo de aplicación es la educación, considerándola como organización, o a una organización educativa en particular.
- Psicogerencia empresarial; cuando su campo de aplicación es el conjunto empresarial, considerándolo como organización, o a una organización empresarial en particular.
- Psicogerencia gremial; cuando trata de elementos psicológicos y gerenciales capaces de crear y consolidar gremios de profesionales, técnicos y artesanos.

## Psicogerencia educativa
La  gerencia en la educación, como organización,  también se apuntala en la Psicogerencia, ya que tanto el aula de clase, como la gerencia educativa son organizaciones donde sus protagonistas principales son los individuos (el  talento humano), quienes requieren de un trato integral/sistemico (experiencias, gestos, sentimientos) para ser más efectivos, sin embargo  en la praxis a  la hora de impartir la enseñanza y el aprendizaje estos aspectos no siempre son considerados de relevancia.
Asumiendo la definición del término "Psicogerencia educativa" como: “Un mecanismo estratégico capaz de enfatizar y fortalecer el conocimiento con elementos emprendedores e integradores de la  mente, cuerpo y actitudes, empleando la neurolingüística, entre otras, como vehículo para influir en la calidad de la enseñanza y el aprendizaje, estableciendo una sinergia entre los factores potenciadores de los procesos educativos de forma tal que se logren los fines propuestos” Camargo Y (2015).

## Psicogerencia empresarial
La Psicogerencia da un decisivo aporte a la gerencia empresarial, pues para la mejora de la producción no solo es necesario actualizar maquinarias, equipos o modificar el proceso productivo, sino que es imprescindible “crear, mantener, y desarrollar condiciones organizacionales para el desarrollo y satisfacción plena de las personas y para el logro de los objetivos individuales” Chiavenato I (2007).
El término Psicogerencia empresarial se define como una “Disciplina científica mediante la cual se determinan la fortalezas y debilidades de los integrantes de una estructura organizacional de forma tal, que potenciando el desarrollo personal y promoviendo mejoras en la calidad de la vida laboral de los trabajadores se logre el mejor aprovechamiento de sus facultades y capacidades, incidiendo al mismo tiempo en la superación de sus debilidades. Como consecuencia se obtiene un incremento en el rendimiento y la productividad mediante la participaron consciente y el compromiso voluntario de todo el personal involucrado en el logro de los objetivos establecidos por la organización” Lorenzo J (2015).

## Origen y evolución del término
Las necesidades propias de las organizaciones para hacer frente a la dinámica social obligan a éstas a adecuarse utilizando los nuevos conocimientos, en especial aquellos que permiten a la gerencia reformular la manera en la cual “manejan” y se relacionan con las personas dentro y fuera de la organización. Esa dinámica social ha incidido en que “En el mundo actual los gerentes y ejecutivos están obligados a actuar prácticamente ‘sin pensar’, no queda duda que el razonamiento no puede operar de manera óptima sin la intervención de las emociones y viceversa” Charaja Gamero J (2015,octubre,13). Como consecuencia, en el campo de acción de la gerencia se han generado nuevos enfoques, surgidos del desarrollo que ha tenido el conocimiento en la década del 2000 sobre el funcionamiento del cerebro. Enfoques e ideas que se relacionan en cómo gestionar las organizaciones basadas en los estudios del funcionamiento de la mente y cerebro humanos. Se plantea entonces recurrir al entrenamiento del cerebro de modo que, aprovechando al máximo su potencial, permite a los gerentes “conducir” la organización. Entrenamiento cuyo fin es lograr un desarrollo mental o "un progresivo equilibrarse, un paso perpetuo de un estado menos equilibrado a un estado superior de equilibrio" Rodríguez W (1999)., que permita interpretar el entorno externo e interno de la organización de manera que, junto con las respuestas deseables del resto de sus integrantes, se logren los fines establecidos. Surge así la Psicogerencia, la que se apoya en neurociencias tales como; la Neurolingüística; Neurociencia Cognitiva; la Psicoinmunologia y la Psicología de las organizaciones, entre otras.